# Arctia consolidata
Arctia consolidata là một loài bướm đêm thuộc phân họ Arctiinae, họ Erebidae.